# Солнце в последние дни сёгуната
«Солнце в последние дни сёгуната», также известен как «Солнечная легенда последних дней сёгуната» (яп. 幕末太陽伝, бакумацу тайё дэн; англ. The Sun Legend of the End of the Tokugawa Era) — японская чёрно-белая кинокомедия, поставленная режиссёром Юдзо Кавасимой, и вышедшая на экраны в 1957 году. Эта бурлескная комедия снята в стилистике японской комической традиции ракуго и переносит зрителя во времена огромных социальных и политических потрясений: в последние годы сёгуната накануне реставрации Мэйдзи, призванной преобразовать изолированное феодальное государство в современное общество. Сценарий был написан в сотрудничестве с тогдашним ассистентом Кавасимы, Сёхэем Имамурой, который позже будет одним из основателей Новой волны японского кино 1960-х. В 1999 году фильм занял 5 место в опросе критиков журнала «Кинэма Дзюмпо», вознамерившихся определить сотню лучших японских фильмов XX века.

## Сюжет
Второй год эры Бунку (1862). За шесть лет до того, как сёгун Токугава Ёсинобу вернул власть императору. Бордель в районе развлечений Синагава. Сюжет сосредоточен вокруг жуликоватого горожанина Сахэйдзи, пришедшего развлечься с тремя своими дружками, а вдоволь проведя ночь, был вынужден признать, что ему нечем рассчитаться. Ему приходится остаться в заведении, чтобы усердным трудом отработать свой долг. Сахэйдзи вскоре располагает к себе всех работников, от хозяев борделя до проституток, успешно решая любые вопросы и споры с клиентами с присущим ему блеском и остроумием, а главное с выгодой для своего кармана. Но постепенно выясняется, что, казалось бы, жизнелюбивый Сахэйдзи страдает от туберкулёза и его будущее туманно…

## В ролях
- Фрэнки Сакаи — Сахэйдзи Инокори
- Сатико Хидари — Осомэ, проститутка
- Ёко Минамида — Кохару, проститутка
- Юдзиро Исихара — Синсаку Такасуги
- Идзуми Асикава — горничная
- Тосиюки Итимура — Мокубэй
- Нобуо Канэко — Дэмбэй
- Хисано Ямаока — Отацу, жена Дэмбэя
- Ясукиё Умэно — Токусабуро, сын Отацу
- Масао Ода — Дзэнпати
- Масуми Окада — Кисукэ Вакасу
- Тосио Такахара — Канэцуни
- Тадасукэ — Тадасукэ
- Кин Сугаи — Окума
- Сёити Одзава — Киндзо
- Ко Нисимура — Киями
- Тайдзи Тонояма — Курадзо
- Хидэаки Нитани — Сидзи Монта
- Акира Кобаяси — Гэндзуи Кусака

## Премьеры
- — 14 июля 1957 года состоялась национальная премьера фильма в Токио[1]

Большого уважения заслуживает то, что Кавасима обладает такого рода остроумием и юмором, которые редки у образованных японцев нынешнего времени. Так, канвой для «Солнечной истории конца сёгуната» послужили изустные фривольные рассказы о похождениях Сахэйдзи, в которых накоплены сокровища безымённого остроумия и юмора простого городского люда эпохи Эдо. Кавасима широко использует богатства этой сокровищницы народного юмора, вызывая у нас взрывы смеха. Сахэйдзи дерзок, умён, находчив, алчен, не признаёт никаких авторитетов. Таков идеал горожан эпохи Эдо, созданный ими в противовес классу самураев. Поэтому когда Сахэйдзи говорит комплимент Синсаку Такасуги, которого Исихара играет под нынешнего представителя «солнечного племени»: «А жаль, барин, что ты самурай!» — то мы весело смеёмся вместе с Синсаку. Однако режиссёр допустил просчёт, решив пренебречь той огромной разницей, которая существует в общественном положении гулящих женщин эпохи Эдо и современных проституток.
Рассказывая о событиях накануне реставрации Мэйдзи, режиссер сосредоточивает свое внимание на, казалось бы, маргинальном сюжете, действие которого происходит в «квартале красных фонарей» в Синагаве. Но именно в гэгах, шутках, непристойностях авторы фильма раскрывают всю противоречивость эпохи перемен — как исторической, так и соответствующей времени создания киноленты.

## Награды и номинации
Кинопремия «Кинэма Дзюмпо»
- (1958 год) Выиграна:[4]

- премия за лучшую мужскую роль 1957 года — Фрэнки Сакаи.

- Номинация:

- за лучший фильм, однако по результатам голосования занял 4 место.

Кинопремия «Голубая лента»
- 8-я церемония награждения (за 1957 год)[4]

- премия за лучшую мужскую роль — Фрэнки Сакаи.

Кинопремия «Майнити»
- 12-я церемония награждения (за 1957 год)[6].

Выиграна:
- премия за лучшую музыку к фильму — Тосиро Маюдзуми (ex aequo — «Посёлок безумных»).